# 福莫蘇 (堪薩斯州)
福莫蘇（英語：Formoso）是一個位於美國堪薩斯州朱厄爾縣的城市。

## 地方資料
根據2020年美國人口普查的數據，福莫蘇的面積為0.64平方千米，當中陸地面積為0.64平方千米，而水域面積為0.00平方千米。當地共有人口94人，而人口密度為每平方千米146.88人。